# Gieorgij Towstogonow
Gieorgij Aleksandrowicz Towstogonow (ros. Гео́ргий Алекса́ндрович Товстоно́гов, ur. 15 grudnia?/28 grudnia 1914 w Tyflisie, zm. 23 maja 1989 w Leningradzie) – radziecki reżyser teatralny, Bohater Pracy Socjalistycznej (1983).

## Życiorys
W 1931 został artystą i asystentem reżysera w rosyjskim teatrze w Tbilisi, w 1938 ukończył Rosyjski Uniwersytet Sztuki Teatralnej, w latach 1938–1946 był reżyserem Rosyjskiego Teatru Dramatycznego im. Gribojedowa w Tbilisi; jego pierwszym przedstawieniem były Dzieci Waniuszyna Siergieja Najdionowa. Wystawił również Kremlowskie kuranty Nikołaja Pogodina (1940), Chłopca z naszego miasta Konstantina Simonowa (1941), Szkołę obmowy Richarda Sheridana (1942), Lonuszkę Leonida Leonowa (1943) i Liski Lillian Hellman (1945). W latach 1946–1949 pracował w Centralnym Teatrze Dziecięcym w Moskwie, 1949–1956 był głównym reżyserem Leningradzkiego Teatru im. Leninowskiego Komsomołu (1952 wystawił w nim m.in. Upadek eskadry Kornijczuka), a od 1956 do końca życia kierownikiem Wielkiego Teatru Dramatycznego im. Gorkiego, który pod jego przewodnictwem stał się jedną z czołowych scen w ZSRR. Uważał się za kontynuatora Wsiewołoda Meyerholda i zwolennika systemu Konstantina Stanisławskiego, który traktował nie jako doktrynę, tylko jako zbiór zasad sztuki aktorskiej. Jego inscenizacje stanowiły oryginalną harmonię różnych kierunków i stylów artystycznych; Towstogonow interesował się w nich wielkimi formami teatralnymi nasyconymi metaforą, które tworzył najczęściej ze scenografem Eduardem Koczerginem. W 1955 wystawił w Leningradzkim Teatrze Dramatu im. Puszkina Tragedię optymistyczną Wsiewołoda Wiszniewskiego; inscenizacja ta przeszła do historii teatru rosyjskiego i radzieckiego. W 1957 wystawił Idiotę Fiodora Dostojewskiego z Innokientijem Smoktunowskim w roli Lwa Myszkina, a w 1975 Historię konia Lwa Tołstoja z Jewgienijem Lebiediewem w roli Bystronogiego. Wyreżyserował większość sztuk Maksyma Gorkiego: Barbarzyńców (1959), Mieszczan (1966), Letników (1976) i Na dnie (1988). Z literatury współczesnej wystawił m.in. Zaorany ugór (1964) i Cichy don (1977) według Michaiła Szołochowa i Tri mieszka sornoj pszenicy (1974) według Władimira Tiendriakowa. Wystawił również sztukę Chanuma Awksentiego Cagarelego, poświęconą rodzinnemu Tbilisi i stanowiące refleksję o mieście młodości. W 1960 został profesorem Leningradzkiego Instytutu Teatru Muzyki i Kinematografii. Pracował w teatrach wielu krajów, w 1965 wyreżyserował w Teatrze Współczesnym w Warszawie Pamiętnik szubrawca Aleksandra Ostrowskiego. Napisał książki o teatrze: O profiesii rieżyssiora (1965), Krug myslej (1982), Zierkała sceny (1980, wyd. pol. Lustra sceny 1984). Był deputowanym do Rady Najwyższej ZSRR 7 i 8 kadencji.

## Odznaczenia i nagrody
- Medal Sierp i Młot Bohatera Pracy Socjalistycznej (27 września 1983)
- Order Lenina (trzykrotnie – 27 października 1967, 27 września 1973 i 27 września 1983)
- Order Czerwonego Sztandaru Pracy (21 czerwca 1957)
- Nagroda Leninowska (1958)
- Nagroda Stalinowska (dwukrotnie – 1950 i 1952)
- Nagroda Państwowa ZSRR (dwukrotnie – 1968 i 1978)
- Nagroda Państwowa RFSRR im. Stanisławskiego (1987)